# Olgierd Wołczek
Olgierd Wołczek (ur. 3 kwietnia 1922 w Toruniu, zm. 24 sierpnia 1982 w Warszawie) – polski fizyk, popularyzator astronautyki, współzałożyciel Polskiego Towarzystwa Astronautycznego, autor 32 książek, w większości poświęconych astronautyce.

## Życiorys
Olgierd Wołczek urodził się w Toruniu w rodzinie powstańca wielkopolskiego. W Katowicach ukończył szkołę podstawową i gimnazjum. Brał udział w wojnie obronnej w 1939 roku w przeciwlotniczej służbie ostrzegawczej. Po powrocie na Śląsk został aresztowany przez gestapo. Po wyjściu z więzienia przeniósł się do Częstochowy. Uczył się tu na tajnych kompletach i zdał maturę.
W latach 1945-49 studiował chemię na Wydziale Chemicznym Politechniki Łódzkiej, specjalizował się jednak w fizyce, robiąc pracę magisterską na temat rozdzielania izotopów uranu.
Po studiach w latach 1949-55 był asystentem na Uniwersytecie Warszawskim, w Instytucie Badań Jądrowych. W latach 1955–1968 pracował na Politechnice Warszawskiej, oraz jako główny specjalista w urzędzie Pełnomocnika ds. Energetyki Jądrowej i w Wojskowym Instytucie Medycyny Lotniczej. W 1963 roku obronił pracę doktorską w dziedzinie nauk fizycznych za pracę z dziedziny spektroskopii jądrowej. W latach 1963 do 1976 pracował jako główny specjalista ds. fizyki jądrowej w Urzędzie Pełnomocnika ds. Energii Jądrowej. W tym czasie bierze udział w wielu konferencjach naukowych z zakresu fizyki jądrowej.
W 1954 roku był członkiem założycielem Polskiego Towarzystwa Astronautycznego i później przez 10 lat był sekretarzem generalnym PTA, a następnie – aż do śmierci – wiceprezesem. Długoletni redaktor „Astronautyki” oraz „Postępów Astronautyki”.
Autor 14 prac naukowych z fizyki jądrowej i 35 prac z astronautyki dotyczących m.in.: napędów jądrowych rakiet, fizyki kosmicznej, wpływu astronautyki na cywilizację ludzką. Prowadził wiele wykładów popularnonaukowych, w tym w radiu i TV. Był członkiem kilku komisji w Międzynarodowej Federacji Astronautycznej oraz członkiem korespondentem Międzynarodowej Akademii Astronautycznej.
Zmarł 24 sierpnia 1982 roku i został pochowany na powązkowskim Cmentarzu Komunalnym 31 sierpnia 1982.

## Twórczość
Wydał 10 książek z fizyki jądrowej oraz 22 książki z dziedziny astronautyki (w łącznym nakładzie ponad pół miliona egzemplarzy), w tym:
- Izotopy w służbie człowieka (PWN, 1955),
- Napęd jądrowy samolotów i rakiet,
- Najnowsze konstrukcje lotnicze – napędy (Państwowe Wydawnictwa Techniczne, 1957),
- Od sztucznego satelity do stacji kosmicznej (wspólnie z Januszem Thorem, PWT, 1958),
- Awantura w atomie (Iskry, 1960),
- Mały słownik astronautyczny (wspólnie z Januszem Thorem, Wiedza Powszechna, 1960),
- Tajemnice wydarte niebu (Wiedza Powszechna 1962),
- Izotopy (PWN, 1965),
- I znów bliżej gwiazd (Wiedza Powszechna, 1965),
- Zwiad kosmiczny (Wydawnictwo MON, 1967),
- Na szlakach Układu Słonecznego (WNT i AP Novosti, 1968, tom IV z cyklu Biblioteczka Astronautyczna),
- Reportaż z Kosmosu (Wiedza Powszechna, 1968),
- Astronautyka (Państwowe Zakłady Wydawnictw Szkolnych, 1968),
- Zamysły przestrzeni (tom VIII, 1969), również z cyklu Biblioteczka Astronautyczna,
- 1000 słów o rakiecie i Kosmosie (I wydanie 1969, Wydawnictwo Ministerstwa Obrony Narodowej, II wydanie 1976),
- Strumienie cząstek kosmicznych (tom 212 serii wydawniczej Omega, Wiedza Powszechna, 1971),
- Astronautyka w służbie astronomii,
- Astronautyka służy ludziom na Ziemi (tom 234 serii wydawniczej Omega, Wiedza Powszechna, 1972),
- Maria Skłodowska-Curie (Interpress, 1975, 1985),
- Atom – ludzie – Kosmos (Ludowa Spółdzielnia Wydawnicza, 1976),
- Loty międzyplanetarne (wydanie I PWN, 1973; wydanie II PWN 1980),
- Bliskie i dalekie szlaki kosmiczne (Krajowa Agencja Wydawnicza, 1979), z serii „Opowieści 2000 roku”,
- W kręgu astronautyki (Nasza Księgarnia, 1980),
- Narodziny i rozwój Układu Słonecznego (wydanie I, Ossolineum, 1979; wydanie II, Alfa, 1985),
- Kosmiczne szlaki życia (Wydawnictwo „Iskry”, 1981),
- Człowiek i tamci z kosmosu (Ossolineum, 1983),
- rozdział w książce Astronomia popularna (Warszawa, 1972),
- rozdział VII Napęd rakiet przyszłości (wolne rodniki, rakiety jądrowe cieplne, jonowe, proste i fotonowe) w książce Rakiety, środki napędowe (PWT, 1960),
- autorstwo haseł astronautycznych w encyklopedycznej książce Kopernik – astronomia – astronautyka (PWN, 1973) pod redakcją Włodzimierza Zonna,
- autor haseł astronautycznych w książce Kto, kiedy, dlaczego w Kosmosie (Iskry, 1967) pod redakcją Jerzego Herlinga.

Encyklopedysta, wymieniony w gronie edytorów 32. tomowej Encyklopedii. Świat w przekroju wydanej w latach 1959–1991 . Pisał też wiele artykułów w czasopiśmie Astronautyka (często pod pseudonimem mgr Jan Molski).

## Ordery, odznaczenia i wyróżnienia
- Krzyż Kawalerski Orderu Odrodzenia Polski[3]